# Howden (East Riding of Yorkshire)
Howden is een civil parish in het bestuurlijke gebied East Riding of Yorkshire, in het Engelse graafschap East Riding of Yorkshire met 4142 inwoners.